# نجيريماستش
نجيريماستش (بالأنكليزية:Ngeremasch أو كما وردت Ngaramasch) هي قرية في جمهورية بالاو، وعاصمة ولاية أنغاور. يبلغ عدد السكان 135 نسمة عام (2009). القرية كانت تسمى سابقاً سايبان تاون.